# وارنر اولاند
وارنر اولاند (انگلیسی: Warner Oland؛ ۳ اکتبر ۱۸۷۹ – ۶ اوت ۱۹۳۸) هنرپیشه سوئدی-آمریکایی بود.
از فیلم‌هایی که وی در آن نقش داشته است، می‌توان به خواننده جاز، قطار سریع‌السیر شانگهای، دن خوان، بی‌آبرو، شانگهای و شبی در رم اشاره کرد.